# Lewis Solon Rosenstiel
Lewis Solon Rosenstiel (* 1891 in Cincinnati; † 1975) war ein US-amerikanischer Mobster der „Kosher Nostra“ und Spirituosenproduzent.

## Leben
Rosenstiel war der Neffe eines Eigentümers einer Brennerei für medizinischen Alkohol. Vor dem Ende der Prohibition 1933 wurde Rosenstiel Eigentümer eines umfangreichen Lagers medizinischen Alkohols in Schenley, Pennsylvania. Dieses Lager war das Grundkapital der Schenley Industries.
Während des Zweiten Weltkrieges kaufte Rosenstiel die Brauerei Blatz Brewing Co., stieg in den Handel mit Wein, Wermut (Cresta Blanca, Roma und La Bohème), Rum (Carioca), Likör (DuBouchett), Brandy (Coronet, J. Bavet und Jean Robert) und Gin (Silver Wedding, Schenley und Gibson) ein und ließ Penicillin und weitere Antibiotika herstellen.

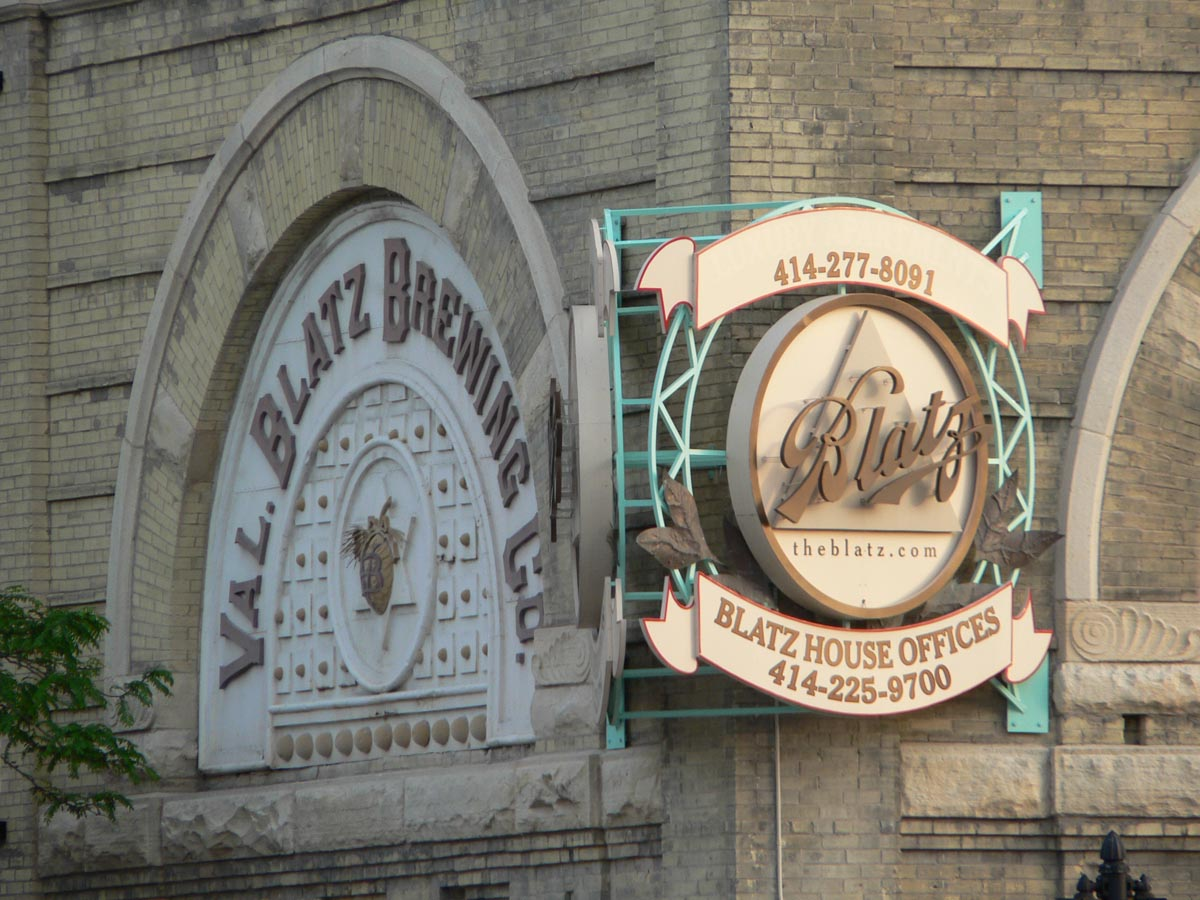
Die Valentin Blatz Brewing Company verkaufte Schenley Industries 1958 an die Pabst Brewing Company

 1945 war Schenley Industries der Marktführer für Spirituosen in den USA und erwirtschaftete einen Jahresgewinn von 49 Millionen US-Dollar.
1947 gründete Schenley Industries das Tochterunternehmen Universal Service Corporation, das von dem Olympiafunktionär John Valentine Grombach geleitet wurde. In den 1950er Jahren war Rosenstiel Eigentümer eines Hauses an der East 80th Street in Manhattan, eines 2000-Hektar-Anwesens in Connecticut und einer Yacht in Florida. 1952 betrug der Wert von Schenley Industries 438 Millionen US-Dollar
Am 1. Dezember 1960 erörterte Rosenstiel mit dem Finanzminister der Vereinigten Staaten Robert B. Anderson Fragen des Konsums von unversteuertem Alkohol.
Rosenstiel war ein intimer Freund des Direktors des FBI, J. Edgar Hoover. Hoover schloss Wetten bei Buchmachern von Meyer Lansky ab, den Einsatz zahlte Rosenstiel. Wenn Hoover gewann, brachte ihm ihr gemeinsamer Rechtsanwalt Roy Cohn den Gewinn. Roy Cohn drückte 1975 dem komatösen Rosenstiel einen Stift in die Hand, womit dieser sein Testament unterzeichnete.
Als Philanthrop stiftete er den Rosenstiel Award.